# Лєсков Андрій Миколайович
Андрій Миколайович Лєсков (12 червня 1866, 25 липня 1866 або 12 (24) липня 1866 , Санкт-Петербург  — 5 листопада 1953 , Ленінград ) — російський прозаїк, професійний військовий, генерал-лейтенант, син письменника Миколи Лєскова, автор книги «Життя Миколи Лєскова за його особистими сімейними і несімейними записами і пам'ятями».

## Життєпис
Після розриву батьків з 11 років виховувався батьком. Закінчив Миколаївський кадетський корпус, Київське піхотне училище, 2-е Костянтинівське воєнне училище. Напередодні Першої світової війни вийшов у відставку в чині полковника.
В 1919—1931 — на штабній службі в Червоній Армії, готував кадри радянських командирів-прикордонників.
Перна публікація (у співавторстві) — «На границе и дома. Справочный календарь для низших чинов пограничной стражи на 1911 год» (СПб., 1910; в библиотеках СПб. и Москвы не выявлена).
В 1920 опублікував спогади про батька (Вестник литературы. 1920. № 4-5, 7), консультував дослідників-лєсковистів
В 1932—1936 писав 1-у редакцію книги «Дни и труды Н. С. Лескова» (інакш: «Николай Лесков. Биографическое исследование». В 6 ч., 72 главах).
В 1937 надрукував 5 глав книги, яка стала називатися «Жизнь Николая Лескова по его личным, семейным и несемейным записям и памятям».
Близька до випуску у видавництві «Советский писатель» книга була знищена німецькою бомбою, що попала в 1941 у споруду редакції. Другий повний авторський примірник загинув у блокадному Ленінграді весною 1942. Лєсков у 1942 починає відроджувати книгу.
В 1948 і 1949 рукопис був переданий ленінградському відділенню видавництва «Художественная литература», але книга з'явилася друком в 1954, через рік після смерті автора.

## Праці
- Жизнь Николая Лескова по его личным, семейным и несемейным записям и памятям: в 2 т. М., 1984.